# Phenasteron
Phenasteron is een geslacht van spinnen uit de familie mierenjagers (Zodariidae).

## Soorten
Het geslacht kent de volgende soorten:
- Phenasteron longiconductor Baehr & Jocqué, 2001
- Phenasteron machinosum Baehr & Jocqué, 2001